# Vizegrafschaft Lautrec

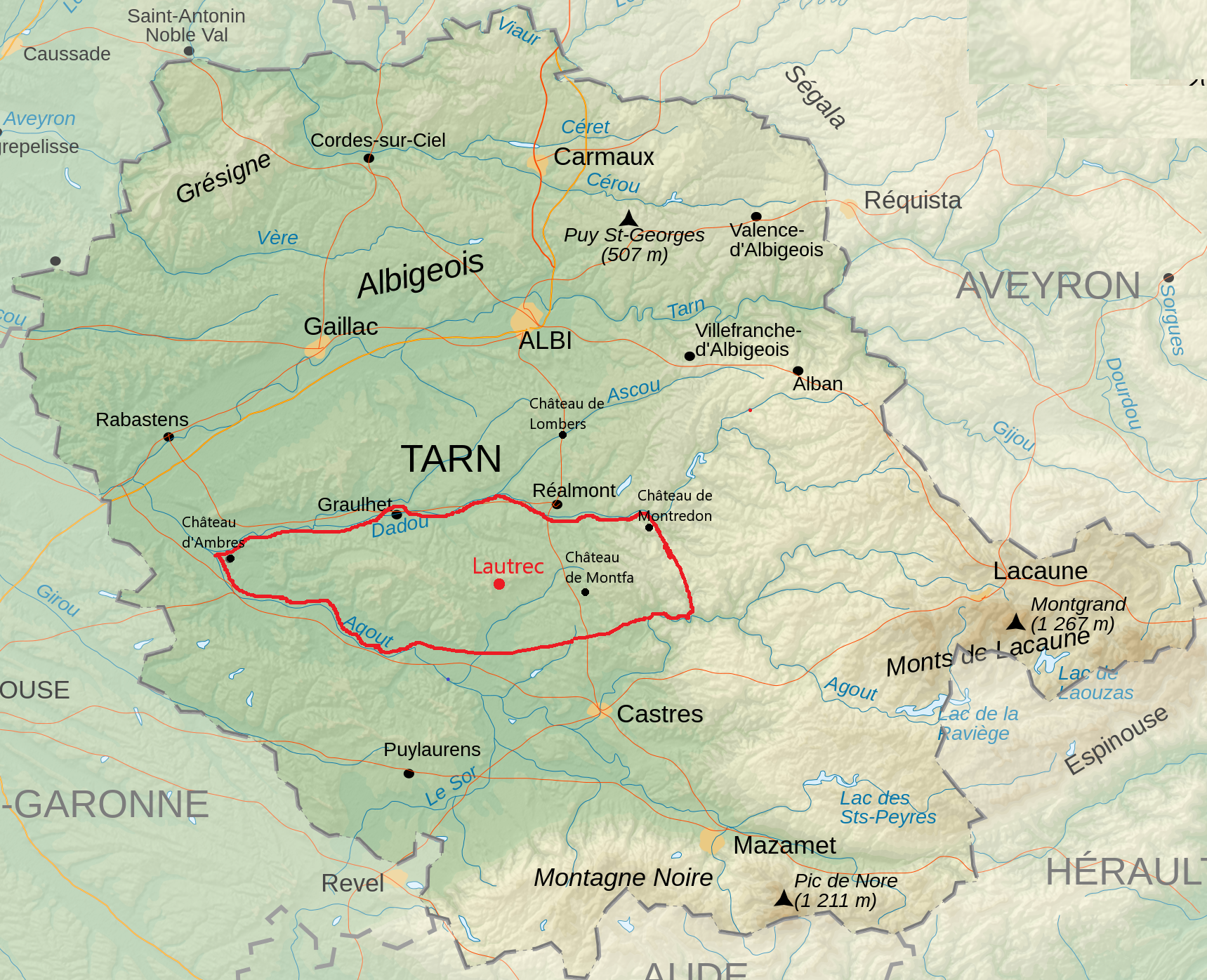
Karte mit den ungefähren Grenzen der Vizegrafschaft Lautrec

Die Vizegrafschaft Lautrec mit dem Hauptort Lautrec im heutigen Département Tarn ist seit dem 10. Jahrhundert bezeugt.
Raimund III. Pons, Graf von Toulouse, († 960) tauschte Lautrec mit Atton II., Vizegraf von Albi, und dessen Bruder Sicard I. gegen andere Besitzungen. Durch Teilung ging Albi an Atton und seine Nachkommen, Lautrec an Sicard und dessen Nachkommen.

## Vizegrafen von Lautrec
Achtung: Die folgende Stammliste der Vizegrafen von Lautrec bis einschließlich der Bruniquel-Abschnitte entstammen einer mittlerweile gelöschten Website; alternative Belege liegen nicht vor; dies betrifft insbesondere die Vorfahren des Malers Henri de Toulouse-Lautrec. Die Abschnitte Lévis ff. sind durch Literatur belegt.
1. Bernard Atton I., Vizegraf von Albi
  1. Sicard I. von Lautrec, † 974,
    1. Isarn I., † 988, co-vicomte de Lautrec,
      1. Sicard II., vicomte de Lautrec, † 1038,
        1. Isarn II., co-vicomte de Lautrec,
          1. Sicard III, co-vicomte de Lautrec,
            1. Sicard IV., co-vicomte de Lautrec,
            2. Sicard V. co-vicomte de Lautrec, heiratete Adelaide Trencavel, Tochter des Raimund I. Trencavel, Vizegraf von Béziers, Carcassonne und Rasès
              1. Frotaire III., co-vicomte de Lautrec,
              2. Alix, * 1177; heiratete 1196 Baudoin, vicomte de Bruniquel (siehe unten)

            3. Pierre, co-vicomte de Lautrec
              1. Pierre
                1. Guilbert, vicomte de Lautrec, † vor 1226, Sohn von Pierre, heiratete Indie, Tochter von Raimund VI. Graf von Toulouse

            4. Amelius-Sicard I., co-vicomte de Lautrec, sn de Venès
              1. Amelius Sicard II., sn de Venès,
                1. Amelius-Sicard III., sn de Venès,
                  1. Frédol III., co-vicomte de Lautrec, sn de Venès,
                    1. Isarn II., co-vicomte de Lautrec, † 1354,
                      1. Philippe I., co-vicomte de Lautrec, * 1340, † 1402,
                        1. Philippe II., co-vicomte de Lautrec, * 1370,

          2. Frotaire, co-vicomte de Lautrec

        2. Frotard I
        3. Frotaire II., † 1084, co-vicomte de Lautrec, Bischof von Albi

    2. Frotaire I., † 990, co-vicomte de Lautrec, Bischof von Cahors

### Bruniquel I
1. Baudouin, vicomte de Bruniquel, * 1165, † 1214, heiratete Alix de Lautrec, Tochter von Sicard V.
  1. Bertrand l’Ancien, * 1198, † 1258, co-vicomte de Lautrec,
    1. Sicard VII, * 1248, † 1301, co-vicomte de Lautrec,
      1. Bertrand III., co-vicomte de Lautrec,
      2. Philippe, co-vicomte de Lautrec,

    2. Jean-Baptiste, co-vicomte de Lautrec,

  2. Sicard VI., * 1200, † 1235, co-vicomte de Lautrec,
    1. Pierre, * 1221, † 1267, co-vicomte de Lautrec,
    2. Isarn IV., co-vicomte de Lautrec (siehe unten)
    3. Bertrand II., † 1290, co-vicomte de Lautrec,
      1. Beatrix de Lautrec, † 1344/45, dessen Erbtochter, heiratete I. Bertrand, vicomte de Lomagne, II. Philippe I. de Lévis, sn de Florensac, Herr von Lautrec, † 1304 (Haus Lévis) (siehe unten)

    4. Almaric I., co-vicomte de Lautrec
      1. Sicard IX., † 1315, co-vicomte de Lautrec
        1. Amalric II., † 1343, co-vicomte de Lautrec
          1. Amalric III., co-vicomte de Lautrec
            1. Catherine, co-vicomtesse de Lautrec, heiratete Jean I., comte d’Astarac
            2. Brunissende, co-vicomtesse de Lautrec

### Bruniquel II
1. Isarn IV., co-vicomte de Lautrec (siehe oben)
  1. Pierre II., * 1265, † 1327, co-vicomte de Lautrec
    1. Amalric II., * 1295, † 1341, co-vicomte de Lautrec
      1. Pierre III., * 1330, † 1390, co-vicomte de Lautrec
        1. Pierre IV., † 1402, co-vicomte de Lautrec (siehe unten)
        2. Jean, co-vicomte de Lautrec

      2. Amalric III., co-vicomte de Lautrec

    2. Bérenger I., co-vicomte de Lautrec
    3. Gui(guonnet), † 1354, co-vicomte de Lautrec

  2. Frotaire II., co-vicomte de Lautrec et sn de Montfa
    1. Guillaume, † 1352, co-vicomte de Lautrec, sn de Montfa
      1. Hélène, co-vicomtesse de Lautrec et dame de Montfa, heiratete Hugues II. d’Arpajon (siehe unten)

### Bruniquel III
1. Pierre IV., † 1402, co-vicomte de Lautrec (siehe oben)
  1. Pierre V., co-vicomte de Lautrec, baron de Montfa
    1. Antoine I., * 1412, † 1490, co-vicomte de Lautrec, baron de Montfa
      1. Antoine II., * 1442, † 1541, co-vicomte de Lautrec
        1. Pierre, † 1548, co-vicomte de Lautrec
        2. Philippe, † 1552, co-vicomte de Lautrec
        3. Jean-François, † 1565, co-vicomte de Lautrec
          1. Pons, * 1549, † 1569, co-vicomte de Lautrec
            1. Jean I., * 1569, † 1611, co-vicomte de Lautrec

          2. Pierre VI., * 1551, co-vicomte de Lautrec
            1. Pierre VII., * 1580, † 1637
            2. Bernard I., * 1583, co-vicomte de Lautrec
              1. Alexandre I., * 1633, † 1699, co-vicomte de Lautrec
                1. Jean II., * 1653, † 1711, vicomte de Montfa
                2. Bernard II., vicomte de Montfa
                  1. Alexandre II., * 1696, † 1762, comte de Toulouse-Lautrec, vicomte de Montfa

### Bruniquel IV
1. Alexandre II., * 1696, † 1762, comte de Toulouse-Lautrec, vicomte de Montfa (siehe oben)
  1. Charles-Joseph, * 1734, † 1800, comte de Toulouse-Lautrec
    1. Raymond-Antoine, * 1771, † 1852, comte de Toulouse-Lautrec
      1. Charles-Constantin, * 1795, † 1867, comte de Toulouse-Lautrec
        1. Raymond-Jean, * 1820, † 1888, comte de Toulouse-Lautrec
          1. Raymond, * 1870. † 1952, comte de Toulouse-Lautrec
            1. Raymond, *1900, comte de Toulouse-Lautrec
              1. Bertrand, * 1955

    2. Jean-Baptiste, * 1783, † 1826, vicomte de Montfa, comte de Toulouse-Lautrec-Montfa
      1. Joseph-Casimir, * 1812, † 1871, comte de Toulouse-Lautrec-Montfa
        1. Alphonse, * 1838, † 1913, comte de Toulouse-Lautrec-Montfa
          1. Henri Marie, * 1864, † 1901, Maler, dessen Sohn

        2. Charles Antoine, * 1840, † 1917, comte de Toulouse-Lautrec-Montfa
        3. Odon-Alexander, * 1842, † 1937, comte de Toulouse-Lautrec-Montfa
          1. Robert, * 1887, † 1972, comte de Toulouse-Lautrec-Montfa, keine Nachkommen

### Lévis
- Philippe I. de Lévis, Herr von Lautrec, † 1304, heiratete Beatrix de Lautrec, co-vicomtesse de Lautrec, † 1344/45 (siehe oben)
- Philippe II. de Lévis, Herr und Vicomte de Lautrec, 1309/46 bezeugt, deren Sohn
- Guigue I., 1346 Vicomte de Lautrec, † vor 1367, dessen Sohn
- Philippe III., Vicomte de Lautrec, † vor 1380, dessen Sohn
- Gui(gue) II., Vicomte de Lautrec, † 1383/85, dessen Sohn
- Philippe IV., 1400 Vicomte de Lautrec, 1432 (savoyischer) Graf von Villars, † nach 1440, dessen Bruder
- Antoine I., Vicomte de Lautrec, 2. Graf von Villars, † 1462/63, dessen Sohn
- Jean II., Vicomte de Lautrec bis 1466, 3. Graf von Villars bis 1469, † 1474, dessen Sohn

### Foix
- Gaston II., Graf von Foix, Vizegraf von Béarn und Lautrec, † 1343
- Gaston III. Febus, Graf von Foix, Vizegraf von Béarn und Lautrec, † 1391, dessen Sohn, keine legitimen Nachkommen
- Gaston IV., Graf von Foix und Bigorre, Vizegraf von Béarn, Nébouzan, Villemur und Lautrec, Pair von Frankreich, † 1472
- Pierre de Foix, 1429 Vicomte de Lautrec et de Villemur, † 1454, dessen Bruder
- Jean de Foix, posthumus, Vicomte de Lautrec, † nach 1498, dessen Sohn
- Odet de Foix, Graf von Comminges, Vicomte de Lautrec, Marschall von Frankreich, † 1528, dessen Sohn
  - Henry, Graf von Comminges, Beaufort-en-Champagne und Rethelois, † 1540, dessen Sohn

### Arpajon
- Hugues II. d'Arpajon, heiratete Hélène de Lautrec, Herrin von 1/12 Lautrec und Montfa, Erbtochter von Vicomte Guillaume
- Jean I. d'Arpajon, deren Sohn, Vicomte de Lautrec 1336, † nach 1361,
- Bérenger II. d'Arpajon, dessen Bruder, Vicomte de Lautrec, 1360/80 bezeugt
- Hugues III. d'Arpajon, dessen Sohn, Vicomte de Lautrec, † 1436/37,
- Jean II. d’Arpajon, dessen Sohn, Vicomte de Lautrec, 1460 bezeugt, geht 1410 nach Neapel
- Gui d'Arpajon, vicomte de Lautrec et d’Hauterive, † 1508
  - Jean III. d'Arpajon, dessen Sohn, 1504 Baron de Sévérac
  - Jacques d'Arpajon, dessen Sohn, Vicomte de Hauterive, † 1556
  - Jean IV. d'Arpajon, dessen Sohn, Baron d'Arpajon, X 1569
  - Charles d'Arpajon, dessen Bruder, Baron d'Arpajon, † nach 1579
- Jean V. d'Arpajon, dessen Sohn, Baron d'Arpajon et de Sévérac, Vicomte de Montal, Comte de Mirabeau, de Lautrec et d'Hauterive, † 1634
  - Louis d’Arpajon, dessen Sohn, 1650 Duc d'Arpajon, Pair de France, Marquis de Sévérac etc., † 1679, heiratete Gloriande de Themines
    - Jean-Louis d’Arpajon, * 1632, † 1669, Marquis de Sévérac, heiratete 1661 Charlotte de Vernou de Bonneuil

### Sonstige
- Philippe de Lautrec, heiratete Jean de Galard, Herr von Limeuil
- Marguerite de Galard, † vor 1378, deren Erbtochter, heiratete Nicolas Rogier de Beaufort

- Jean Rogier, genannt de Limeuil, Vicomte de Lautrec, Vicomte de Turenne, X 1420, deren Sohn, keine Nachkommen

- François de Gélas de Voisins († 1721), Comte de Gélas, Marquis de Léberon et de Vignolles, Vicomte de Lautrec; heiratete 1671 Charlotte de Vernou de Bonneuil
- François de Gélas de Voisins († 1705), dessen Sohn, Vicomte de Lautrec
- Louis Hector de Gélas de Voisins (* 1685), dessen Bruder, Comte de Gélas, Marquis d’Ambres et de Vignolles, Vicomte de Lautrec
- Daniel François de Gélas de Voisin, dessen Bruder (* wohl 1682, † 1762), genannt le Comte de Lautrec

- Philippe Louis Marc Antoine de Noailles, 5. Prince de Poix, 2. Duc de Poix, 2. Duc de Mouchy, Vicomte de Lautrec, * 1752, † 1819